# ميتشيل بوغز
ميتشيل بوغز (بالإنجليزية: Mitchell Boggs)‏ هو لاعب كرة قاعدة أمريكي، ولد في 15 فبراير 1984 في دالتون في الولايات المتحدة.

## وصلات خارجية
- ميتشيل بوغز على موقع دوري كرة القاعدة الرئيسي (الإنجليزية)
- ميتشيل بوغز على موقعبيزبول رفرنس.كوم (الدوري الرئيسي) (الإنجليزية)
- ميتشيل بوغز على موقعبيزبول رفرنس.كوم (الدوري الثانوي) (الإنجليزية)
- ميتشيل بوغز على موقع إي إس بي إن.كوم (أم.أل.بي) (الإنجليزية)
- ميتشيل بوغز على موقع مشجعي الرسوم البيانية (الإنجليزية)